# Darb-e Emam

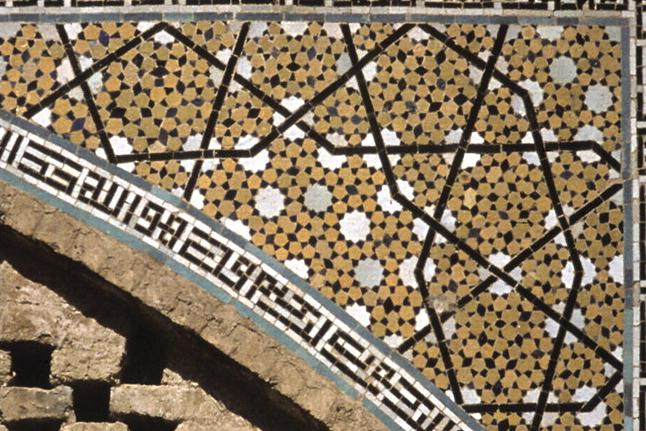
Les carreaux de Darb-e Emam.

Darb-e Emam est un sanctuaire historique et un complexe funéraire dans le quartier Dardacht d'Ispahan, en Iran. Cet édifice avec son cimetière, et sa cour furent construits dans les différents périodes historiques et avec les différents styles. Les premiers bâtiments furent construits par Djalal ed-Din Safarchah à 1453 dans l'époque Qara Qoyunlu.